# Verizon Building
El Verizon Building (también conocido como Barclay-Vesey Building) es un rascacielos histórico ubicado en Nueva York, Nueva York. Fue diseñado por Ralph Thomas Walker como sede de la New York Telephone and Telegraph Company en 1923, y se completó en 1926. El Verizon Building se encuentra inscrito  en el Registro Nacional de Lugares Históricos desde el 30 de abril de 2009.

## Ubicación
El Verizon Building se encuentra dentro del condado de Nueva York en las coordenadas 40°42′50″N 74°00′47″O / 40.713753, -74.012917.